# ژائو ششم
ژائو ششم (انگلیسی: John VI of Portugal; ۱۳ مهٔ ۱۷۶۷ – ۱۰ مارس ۱۸۲۶) پادشاهی متحد پرتغال، برزیل و الگاروه بود. در دوران سلطنت وی، استقلال برزیل در پی امضای پیمان صلح به رسمیت شمرده شد. از این روی عنوان «پادشاه برزیل» از عناوین او حذف شد، اما به او لقب افتخاری «امپراتور برزیل» اعطا شد.